# Pietro Paolo Ubaldini
Pietro Paolo Ubaldini, även benämnd Pietro Paolo Baldini, född cirka 1614, död cirka 1684, var en italiensk målare under barockepoken. 

## Biografi
Pietro Paolo Ubaldini var elev till Pietro da Cortona, men uppvisar även inflytande från Giovanni Lanfrancos måleri.
I kyrkan Sant'Isidoro i Rom smyckade Ubaldini den heliga Annas kapell med scener ur helgonets liv. Altarmålningen framställer Den heliga Anna med Jungfrun och Barnet, medan sidoväggarnas målningar visar Jungfru Marie födelse och Jungfru Marie frambärande i templet.
Enligt Filippo Titi skall Ubaldini även ha utfört målningar i kyrkorna Sant'Eustachio och Santa Maria di Loreto,  men dessa konstverk har uppenbarligen gått förlorade.

## Verk i urval
- Den helige Dominicus vid slaget vid Muret (1639) – Santi Domenico e Sisto[5]
- Scener ur den heliga Annas liv (före 1663) – Cappella di Sant'Anna (Cappella Barberini), Sant'Isidoro[6]
- Scener ur de heliga Lucretias och Gertruds liv (före 1665) – Cappella delle Sante Lucrezia e Gertrude (Cappella Lante della Rovere), San Nicola da Tolentino[7][8]
- Jungfrun och Barnet uppenbarar sig för de heliga Cecilia och Matteus (1638–1640) – Cappella di Santi Cecilia e Matteo (Cappella Buratti), San Nicola da Tolentino[7][9]